# Afroárabe
Los afroárabes son árabes de ascendencia africana subsahariana. Estos incluyen poblaciones negras principalmente entre los sudaneses, egipcios, marroquíes, argelinos, saharauis, mauritanos, libios, yemenitas y tunecinos, con comunidades considerablemente grandes establecidas en los Estados del Golfo, como Irak, Omán, Arabia Saudita, Kuwait y los Emiratos Árabes Unidos. También hay comunidades más pequeñas de afroárabes presentes entre palestinos y jordanos.

## Visión general
Arabia y África Oriental han estado en contacto, comenzando con las redes de intercambio de obsidiana del séptimo milenio antes de Cristo. Estas redes se vieron reforzadas por el surgimiento de las dinastías egipcias del IV milenio antes de Cristo. Los científicos han indicado la probable existencia de asentamientos en Arabia, de pueblos del Cuerno de África, ya en el tercer y segundo milenio antes de Cristo.
La cultura afroárabe Tihama, que se originó en África, comenzó en el segundo milenio. Este complejo cultural se encuentra dentro de África en Eritrea, Etiopía y Sudán, así como en Yemen y las llanuras costeras sauditas. En el primer milenio antes de Cristo, los árabes del sur ganaron el control de las rutas comerciales del Mar Rojo y establecieron el primer reino, Saba, en Yemen alrededor del 800 a. C. Como resultado, las actuales Eritrea y Etiopía se fueron incorporando gradualmente a la zona de influencia árabe. En el año 600 a. C. surgió la formación del estado etíope-sabeo de Damot en la meseta del Tigray. La evidencia arqueológica sugiere que es probable que esto haya sido el resultado de la colonización a pequeña escala de varios grupos árabes (incluidos los sabeos) y la aculturación de la población aborigen.
Después de varios siglos de aislamiento, el Reino de Axum surgió en el año 100 d. C. Axum sobrevivió durante 800 años y ocupó el sur de Arabia durante parte de este período. Se ha encontrado cerámica utilitaria axumita en grandes cantidades en depósitos de los siglos V y VI en elHadramaut yemení, lo que sugiere que pudo haber habido una inmigración sustancial durante ese período.

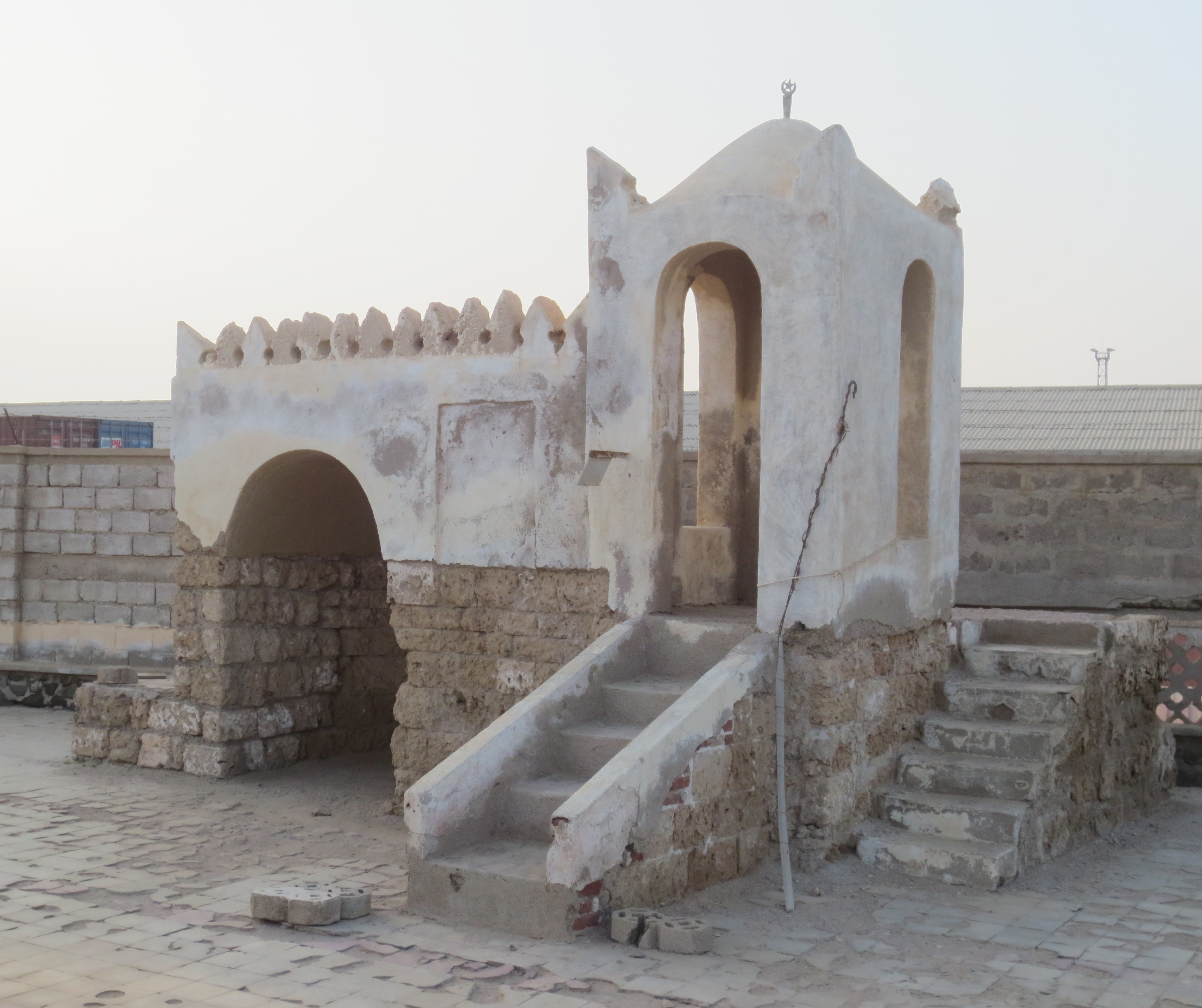
La Mezquita de los Compañeros en Massawa.

El sur de Arabia fue un estado cliente del reino de Axum durante todo el siglo VI. Las inscripciones himyaritas documentan una invasión de La Meca por un ambicioso general axumita llamado Abraha (Tigriña: አብርሃ) en el año 570 d. C. Un incidente temprano en las relaciones afroárabes postislámicas fue conocido como la Primera Hégira (árabe: الهجرة إلى الحبشة, al-hijra ʾilā al-habaša), también هِجْرَة, hijrah), un episodio en la historia temprana del Islam, donde los primeros seguidores del Profeta Mahoma (los Sahaba) huyeron de la persecución de la tribu Quraysh gobernante de La Meca. Buscaron refugio en el reino cristiano de Axum, la actual Etiopía y Eritrea (antes conocida como Abisinia, un nombre antiguo cuyo origen se debate), en 9 BH (613 d. C.) o 7 BH (615 d. C.). El monarca axumita que los recibió se conoce como Ashama ibn Abjar o Negus (en árabe: نجاشي, najāšī). Los historiadores modernos lo han identificado alternativamente con el rey Armah y Ella Tsaham. Algunos de los exiliados regresaron a La Meca e hicieron la hégira a Medina con Mahoma, mientras que otros permanecieron en Abisinia hasta que llegaron a Medina en 628. La mezquita que establecieron se llama Mezquita de los Compañeros (en árabe: مَسْجِد ٱلصَّحَابَة, romanizado: Masjid aṣ-Ṣaḥābah) es una mezquita en la ciudad de Massawa, Eritrea. Data de principios del siglo VII d. C., se cree que es la primera mezquita del continente africano. Muchos compañeros se establecieron después de que el Islam se estableció en la península arábiga y los descendientes de estos compañeros todavía residen en la región.
Alrededor del primer milenio d. C., los pescadores bantúes establecieron ciudades comerciales en lo que ahora se llama Costa Suajili, que entre los siglos X y XII se arabizó. Los portugueses conquistaron estos centros comerciales después del descubrimiento de la ruta del Cabo. Desde el siglo XVIII hasta principios del siglo XIX, las fuerzas musulmanas del Sultanato de Mascate volvieron a ocupar estos pueblos comerciales, especialmente en las islas de Pemba y Zanzíbar. En estos territorios, los árabes de Yemen y Omán se asentaron junto a las poblaciones locales africanas, difundiendo así el Islam y estableciendo comunidades afroárabes. El idioma y la cultura suajlinigerocongolesas evolucionaron en gran medida a través de estos contactos entre los árabes y la población nativa bantú.
Las comunidades afroárabes se fundaron de manera similar en el valle del Nilo, ya que los árabes se casaron con tribus indígenas de Sudán. Sin embargo, muchos otros afroárabes en Sudán y Sudán del Sur tenían poca conexión biológica con los pueblos árabes, pero en cambio eran esencialmente de origen nilótico, aunque influenciados por la antigua civilización árabe en el idioma y la cultura. De manera similar, en el norte de África, los árabes tenían conexiones cercanas con los africanos nativos, sin embargo, la discriminación racial todavía juega un papel importante en la segregación de los afroárabes de la población árabe mayoritaria, como se encuentra en Túnez, Argelia, Libia y Marruecos.
En los estados árabes del Golfo Pérsico, los descendientes de personas de la costa suajili interpretan la música y la danza tradicionales de Liwa y Fann At-Tanbura. El mizmar también es realizado por afroárabes en las regiones de Tihamah e Hiyaz en Arabia Saudita. Los antepasados de estos africanos fueron originalmente traídos al Golfo Arábigo como esclavos. Pero hoy son ciudadanos plenamente reconocidos de los Estados del Golfo Pérsico, a pesar de que no tienen ascendencia árabe.
Además, el stambali de Túnez y la música gnawa de Marruecos son música y bailes rituales, que en parte tienen sus orígenes en los estilos musicales de África occidental.